# Fosse no 7 - 7 bis des mines de Nœux
La fosse no 7 - 7 bis dite Bonnel ou du Maisnil de la Compagnie des mines de Nœux est un ancien charbonnage du Bassin minier du Nord-Pas-de-Calais, situé à Barlin. Le puits no 7, commencé en mai 1887, est productif en 1888. Un puits no 7 bis est ajouté en 1891. Un puits no 7 ter est foncé sur un autre carreau à Ruitz. Des cités sont construites autour de la fosse, et quatre terrils, nos 38, 38A, 38B et 238, sont édifiés, le dernier est un cavalier minier.
La Compagnie des mines de Nœux est nationalisée en 1946, et intègre le Groupe de Béthune. Les installations de la fosse sont modernisées en 1950 et 1951. La fosse no 7 - 7 bis cesse d'extraire en 1967, et son champ d'exploitation est repris l'année suivante par la fosse n° 6 - 6 bis - 6 ter des mines de Bruay, date à laquelle le puits no 7 bis est remblayé. Le puits no 7 est conservé pour l'aérage du siège de concentration jusqu'à sa fermeture et est remblayé en 1979. Son chevalement est détruit deux ans plus tard. Les terrils sont exploités, le no 38B, 7 de Nœux Nord l'est en intégralité.
Au début du XXIe siècle, Charbonnages de France matérialise les têtes des puits nos 7 et 7 bis. Les cités ont été rénovées, et les terrils sont devenus des espaces de promenade. Les bains-douches et les ateliers sont inscrits aux monuments historiques depuis le 24 mars 2010. La fosse no 7 - 7 bis ainsi que la cité pavillonnaire no 7 ont été inscrites le 30 juin 2012 sur la liste du patrimoine mondial de l'Unesco.

## La fosse

### Fonçage
La fosse no 7, dite Bonnel, ou du Maisnil, est commencée par la Compagnie des mines de Nœux en mai 1887 à Barlin. Le puits est entrepris à l'altitude de 107 mètres. Le terrain houiller est atteint à la profondeur de 130 mètres.

### Exploitation

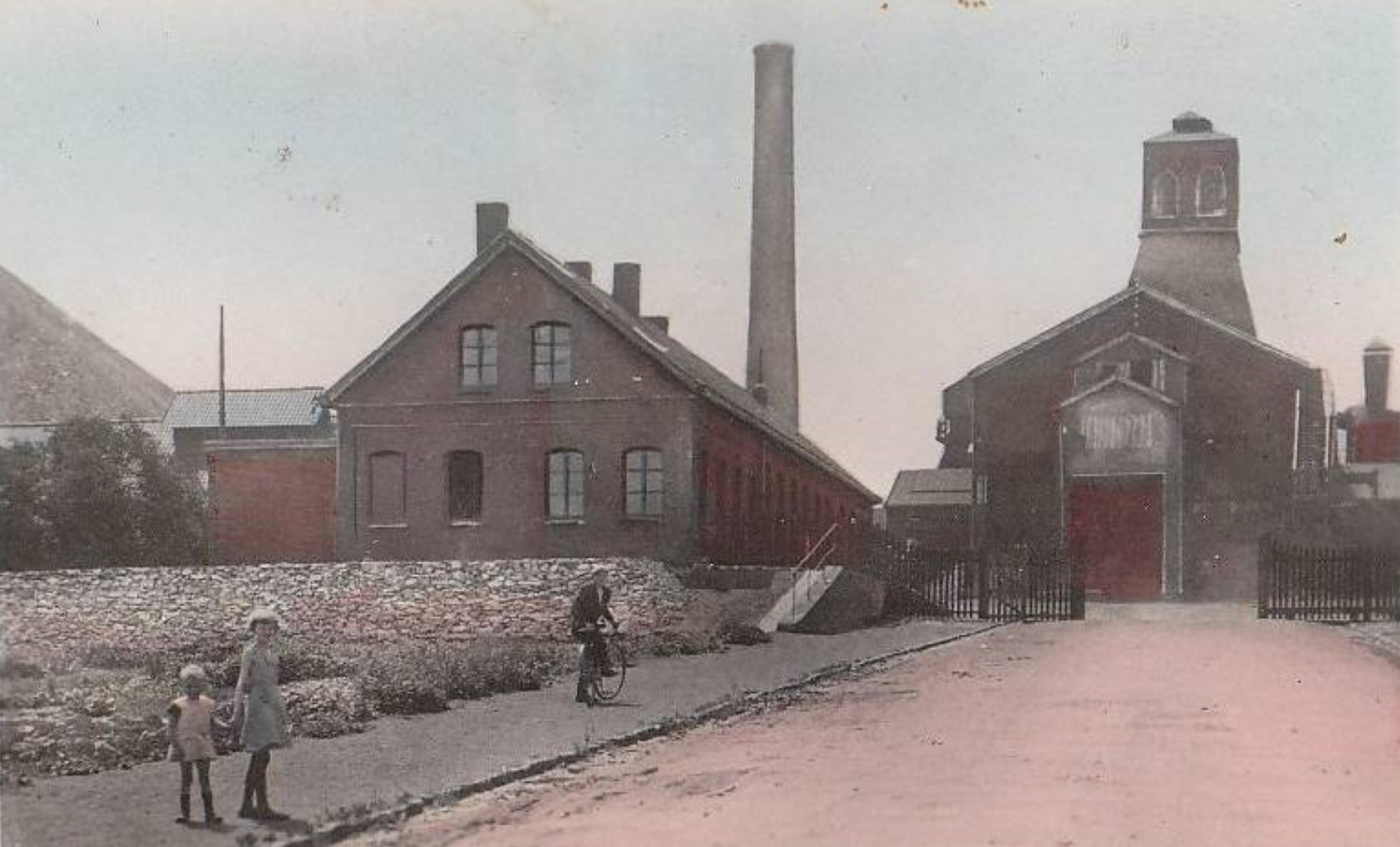
Photochrome du puits no 7 bis.

La fosse commence à extraire en 1888. Un puits no 7 bis est ajouté en 1891, à trente mètres à l'est-sud-est du puits no 7. Un puits no 7 ter est foncé sur un autre carreau situé sur la commune de Ruitz.
La Compagnie des mines de Nœux est nationalisée en 1946, et intègre le Groupe de Béthune. La fosse no 7 - 7 bis est modernisée en 1950 et 1951 par la mise en place d'un nouveau criblage, d'un nouveau moulinage, et d'une installation moderne de mise à terril, auparavant, les berlines y étaient menées par des chevaux. Une haveuse à bras « Sullivan » est mise en service en 1954.
La fosse no 7 - 7 bis cesse d'extraire en 1967, l'exploitation du gisement est reprise par la fosse n° 6 - 6 bis - 6 ter des mines de Bruay l'année suivante. Cette dernière est située à Haillicourt à 2 468 mètres au nord-ouest. Le puits no 7 bis, profond de 818 mètres, est remblayé en 1968. Le puits no 7 est conservé pour l'aérage du siège de concentration, par l'étage d'exploitation de 851 mètres jusqu'à la fermeture de celui-ci. Le puits no 7, profond de 861 mètres, est remblayé en 1979. Son chevalement est détruit deux ans plus tard.

### Reconversion
Au début du XXIe siècle, Charbonnages de France matérialise les têtes des puits nos 7 et 7 bis. Le BRGM y effectue des inspections chaque année. Les seuls vestiges de la fosses sont les bains-douches et les ateliers,.
L'ancien bâtiment des pendus et bains-douches, en totalité, et les façades et toitures des anciens ateliers font l’objet d’une inscription au titre des monuments historiques depuis le 24 mars 2010. La fosse no 7 - 7 bis fait partie des 353 éléments répartis sur 109 sites qui ont été inscrits le 30 juin 2012 sur la liste patrimoine mondial de l'Unesco. Elle constitue une partie du site no 91.
Les anciens bains-douches de la fosse devinent un espace consacré aux cultures urbaines appelé la « fossette ». Elle accueille notamment de concerts et des activités lors du Festi Fossette dont la troisième édition à lieux en juillet 2024.

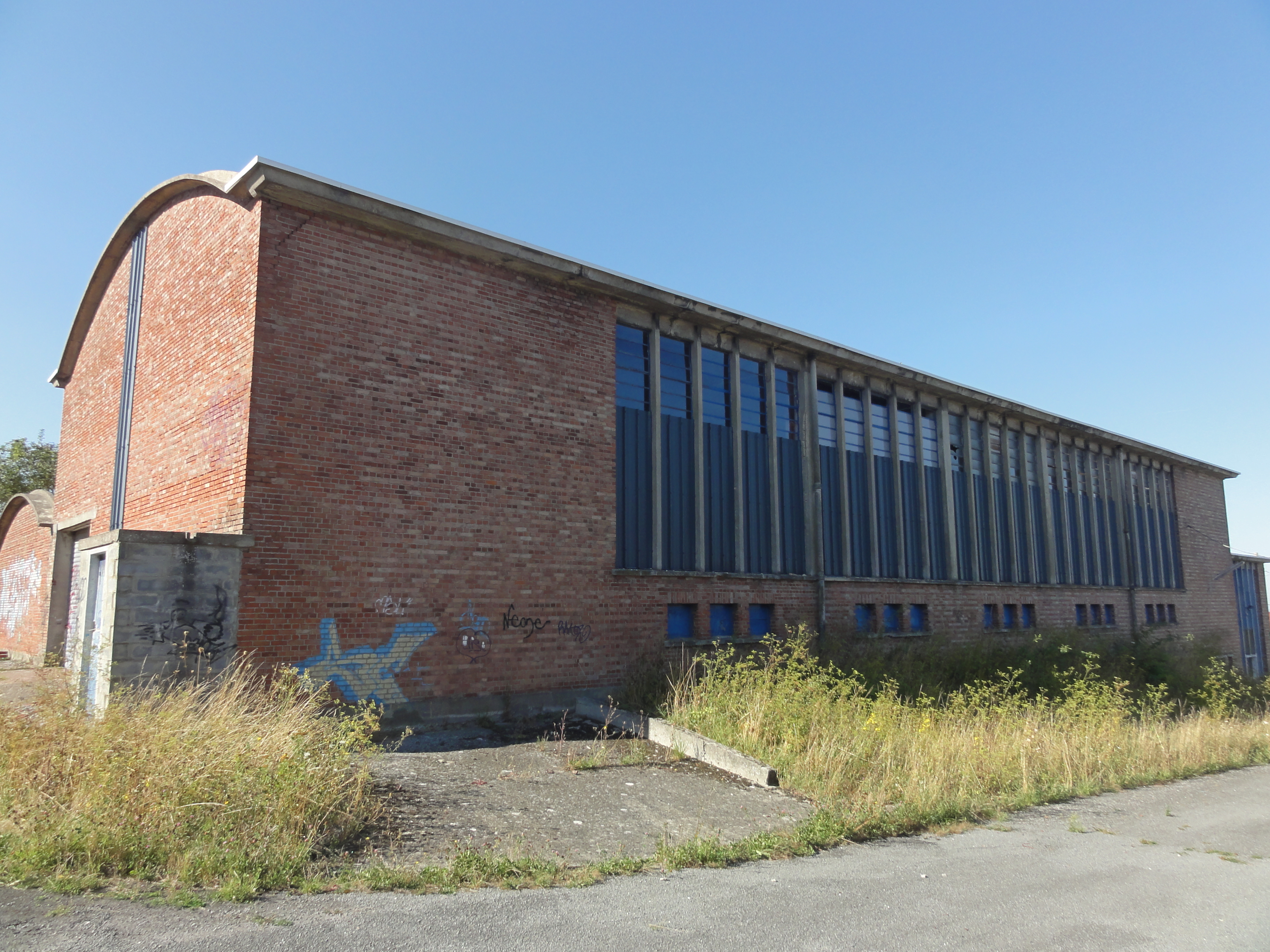
Les bains-douches.
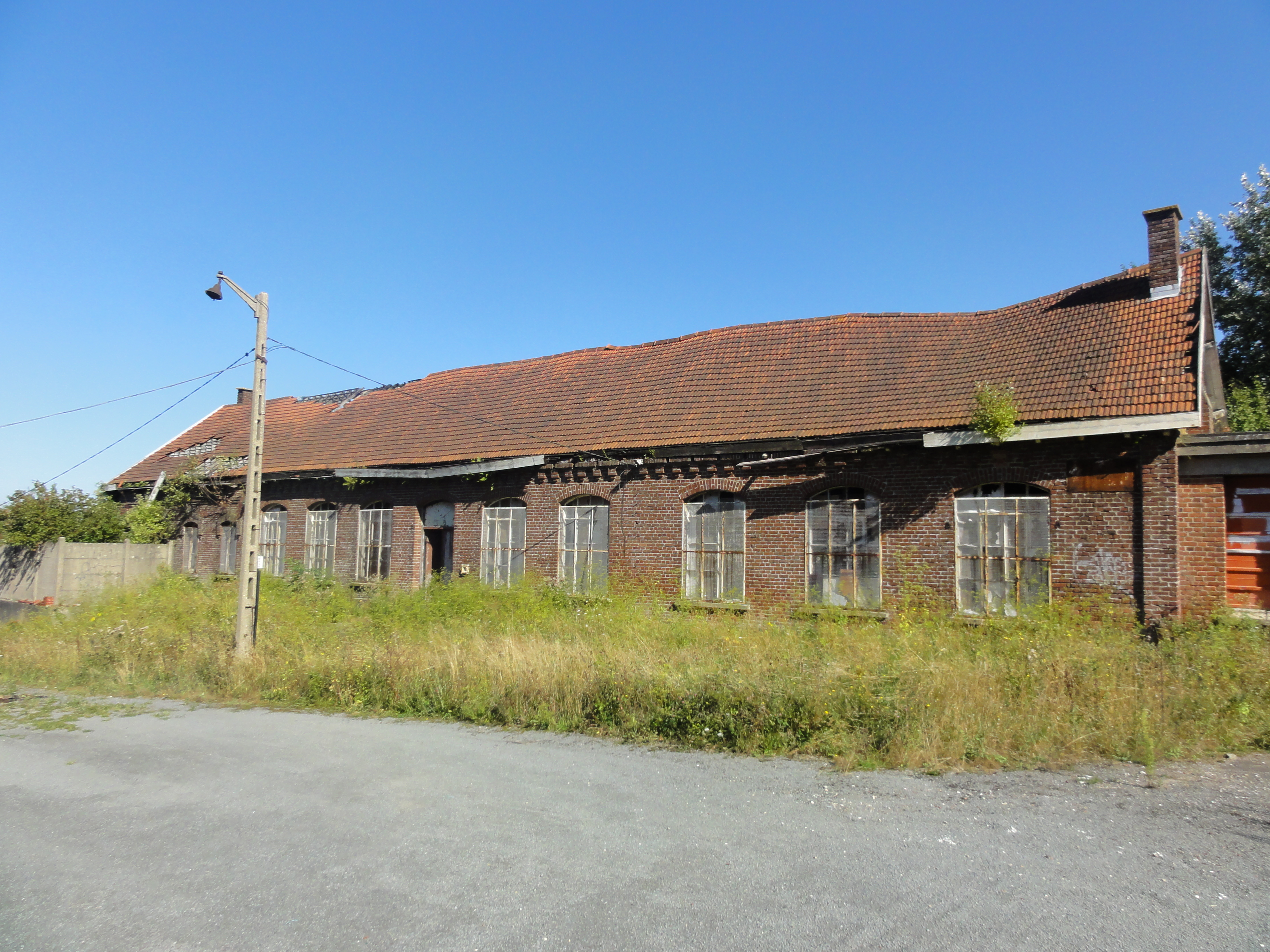
Les ateliers.
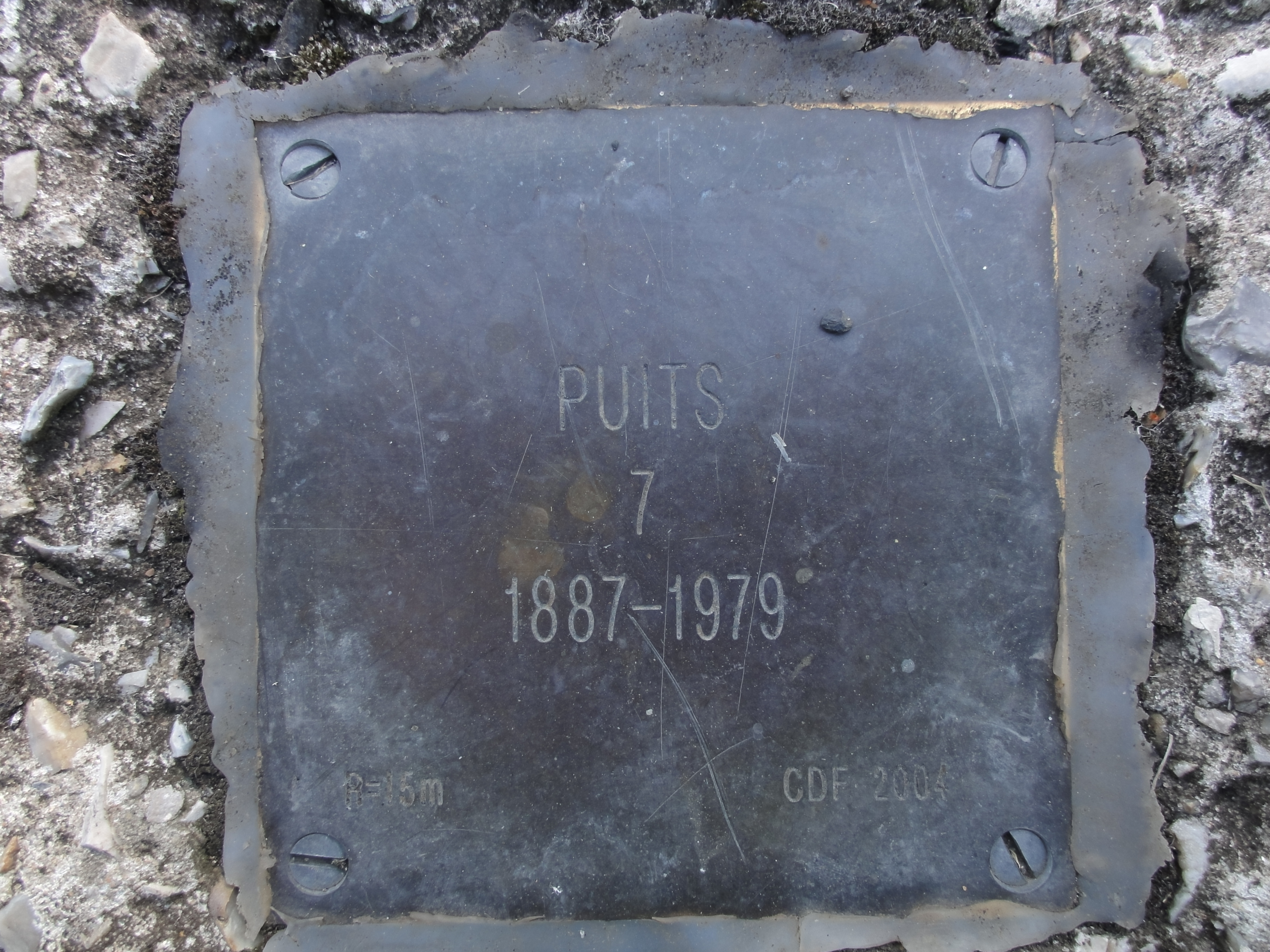
« Puits no 7, 1887-1979 ».
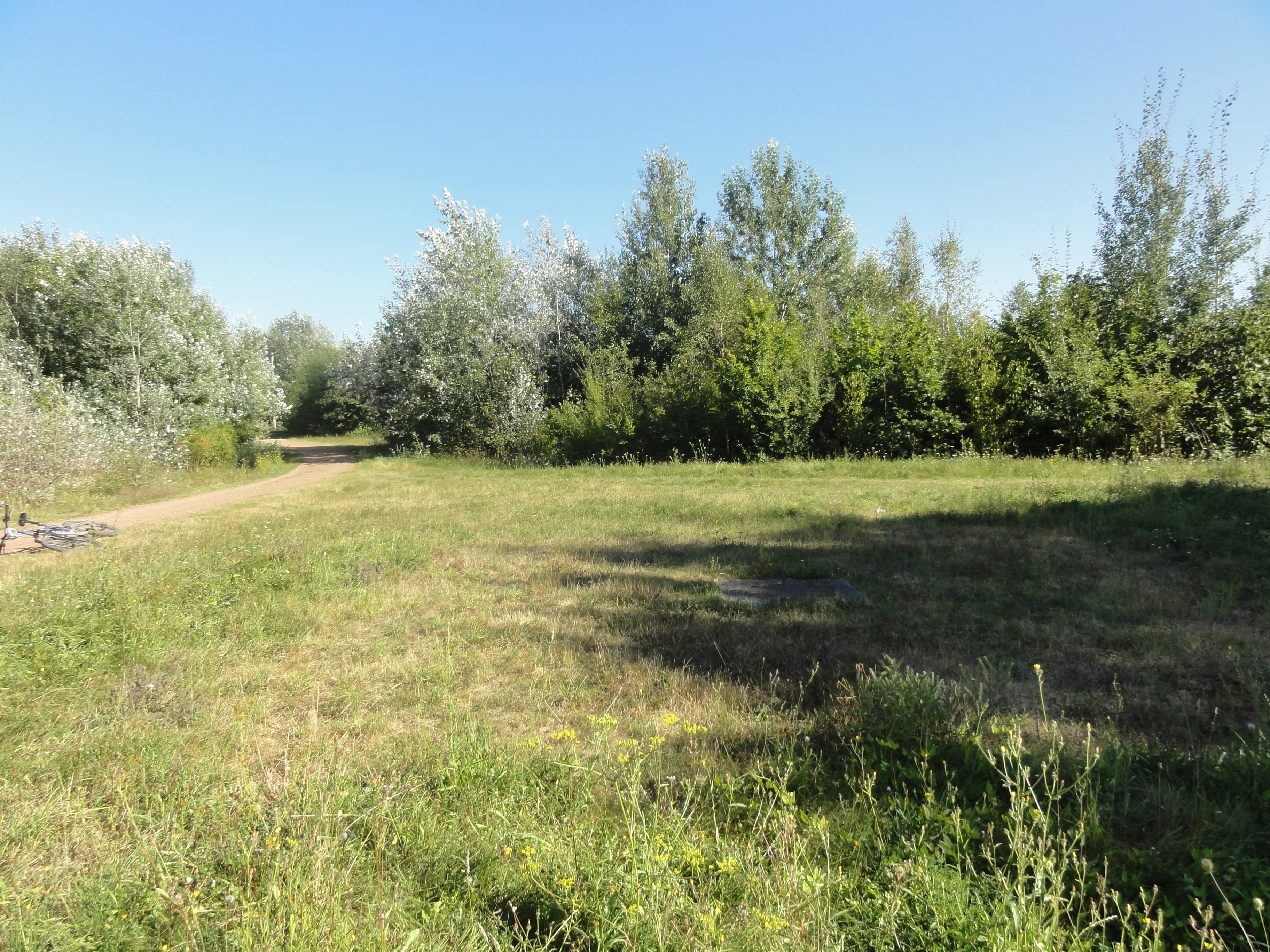
Le puits no 7 dans son environnement.
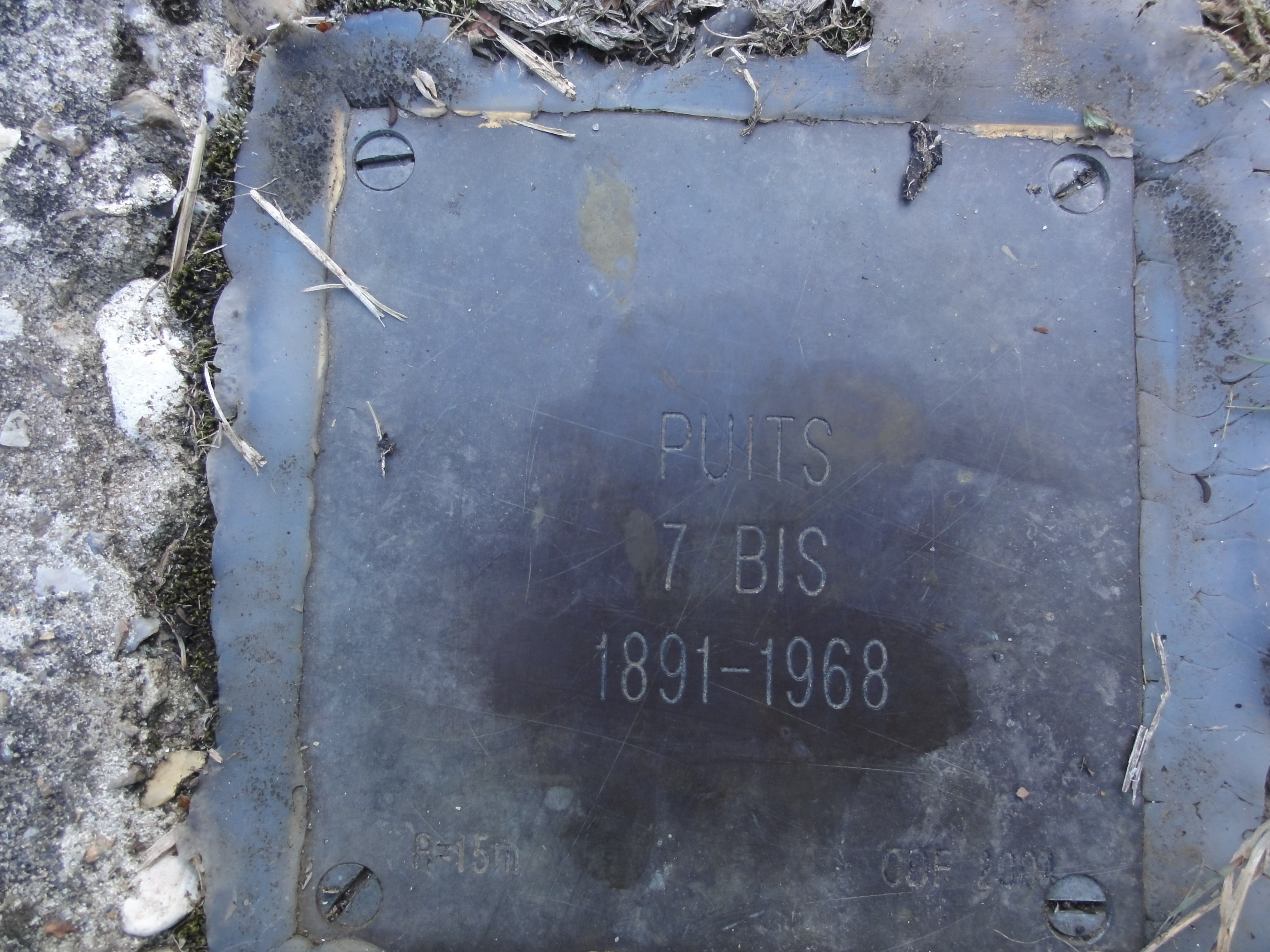
« Puits no 7 bis, 1891-1968 ».
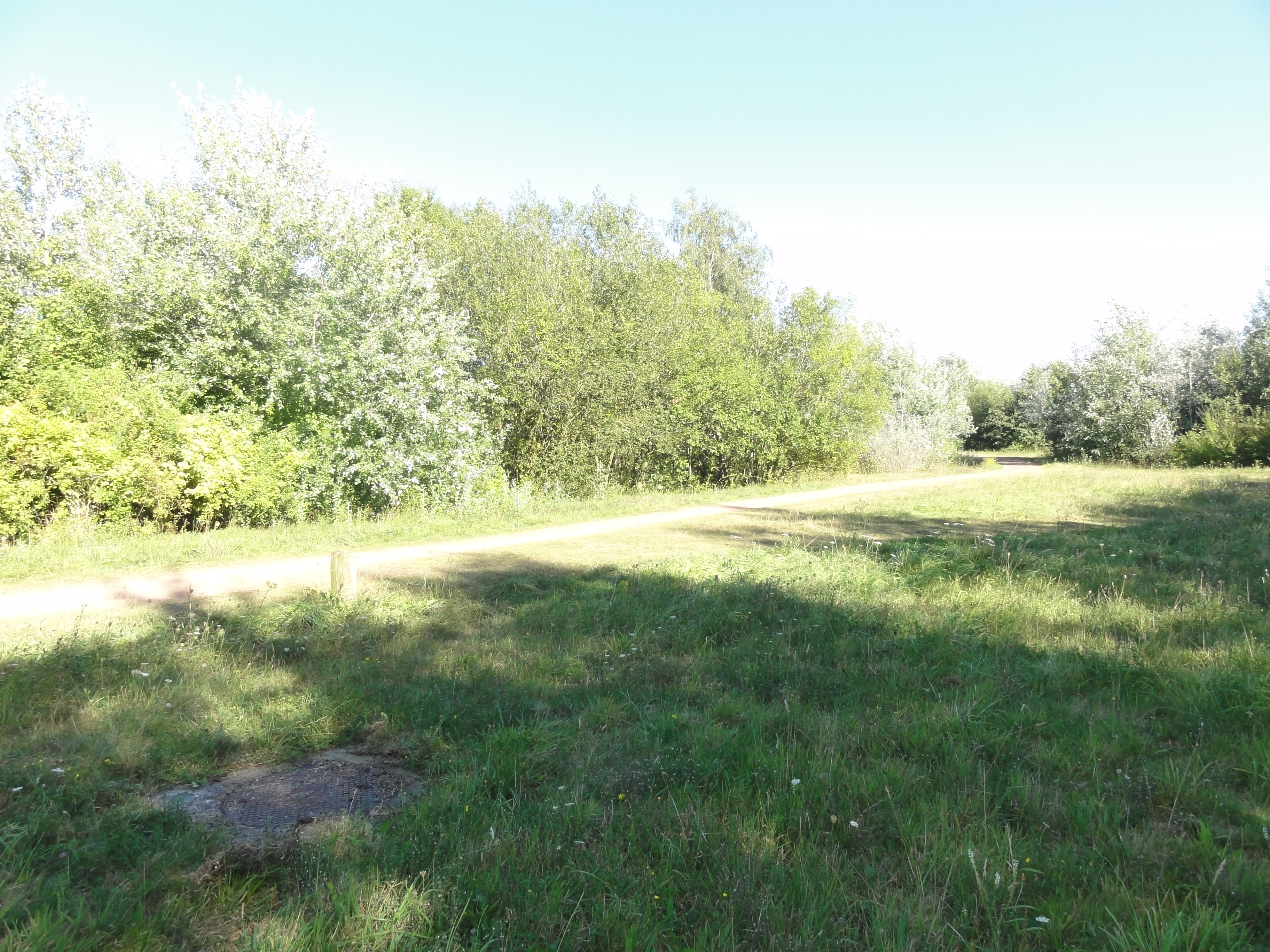
Le puits no 7 bis dans son environnement.

## Les terrils
Quatre terrils résultent de l'exploitation de la fosse.

### Terrilno38, 7 de Nœux Est

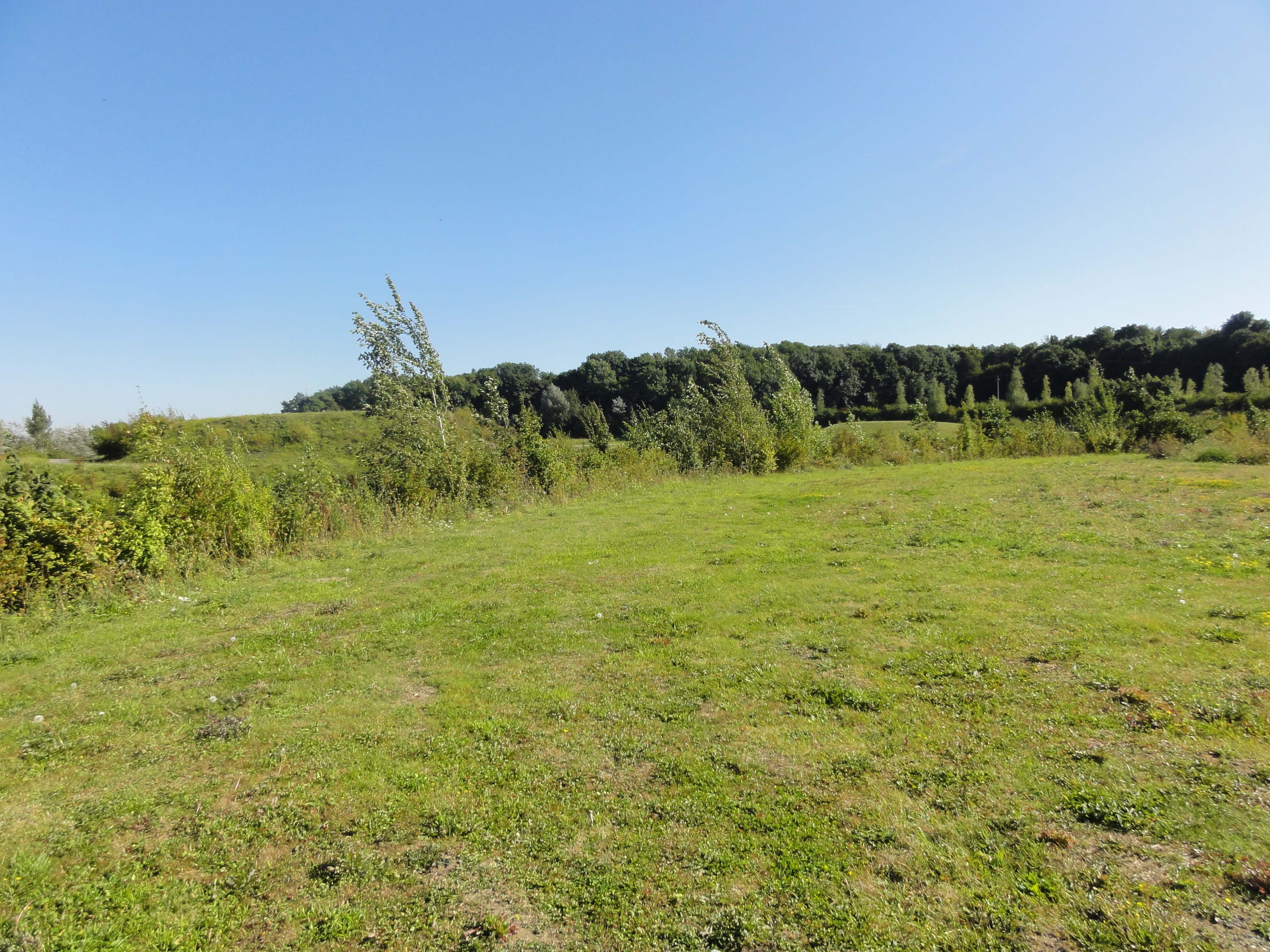
Le terril no 38.

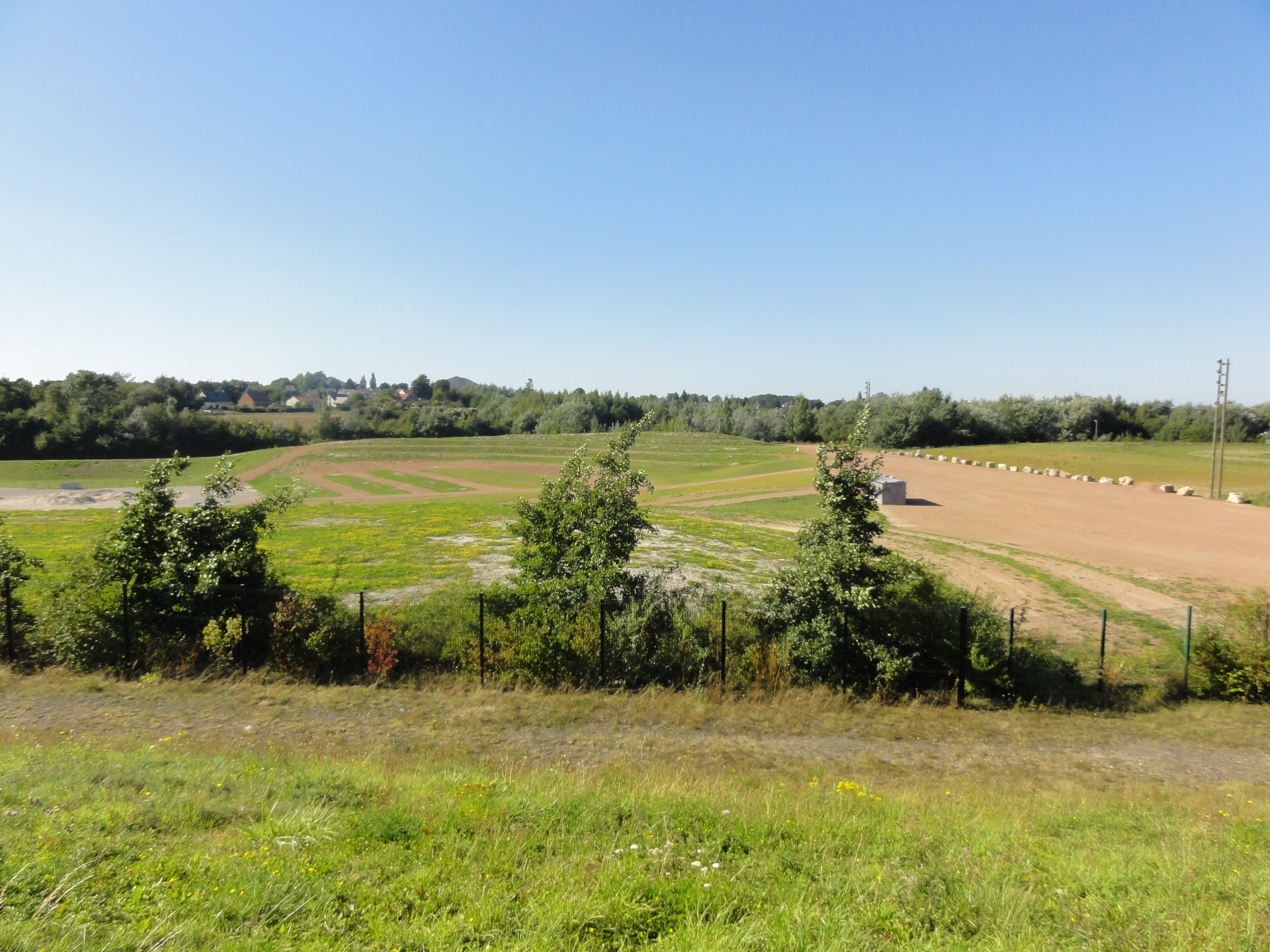
Le terril no 38A.

50° 26′ 52″ N, 2° 35′ 53″ E
Le terril no 38, situé à Barlin, est l'un des trois terrils de la fosse no 7 - 7 bis des mines de Nœux. Il s'agit d'un terril conique qui a été exploité. Le terril cavalier no 238, reliant les fosses nos 5 - 5 bis et 7 - 7 bis passe au nord du terril.

### Terrilno38A, 7 de Nœux Ouest
50° 26′ 56″ N, 2° 35′ 40″ E
Le terril no 38A, situé à Barlin, est un des terrils de la fosse no 7 - 7 bis des mines de Nœux. Il a été exploité.

### Terrilno38B, 7 de Nœux Nord

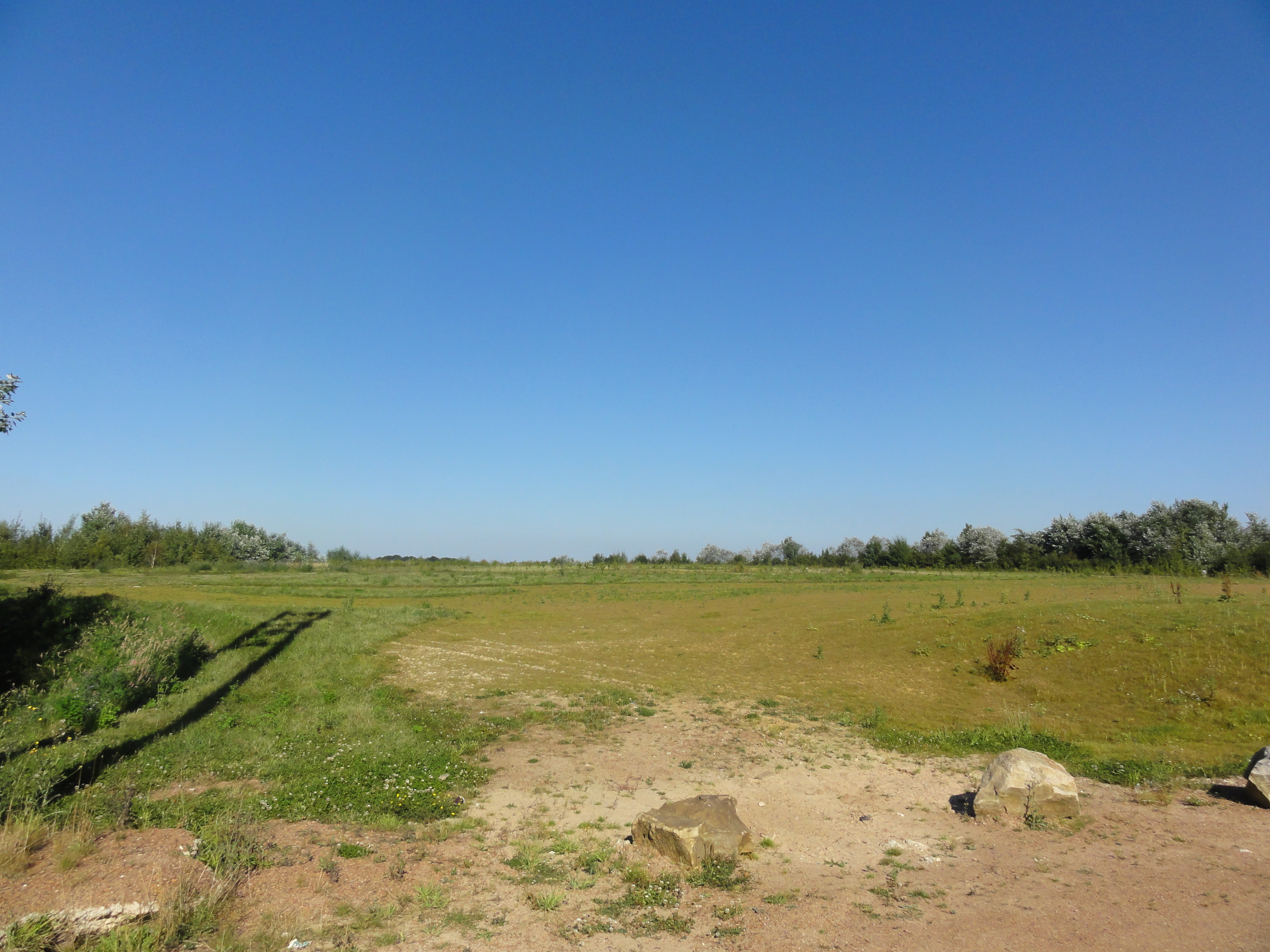
Le terril no 38B.

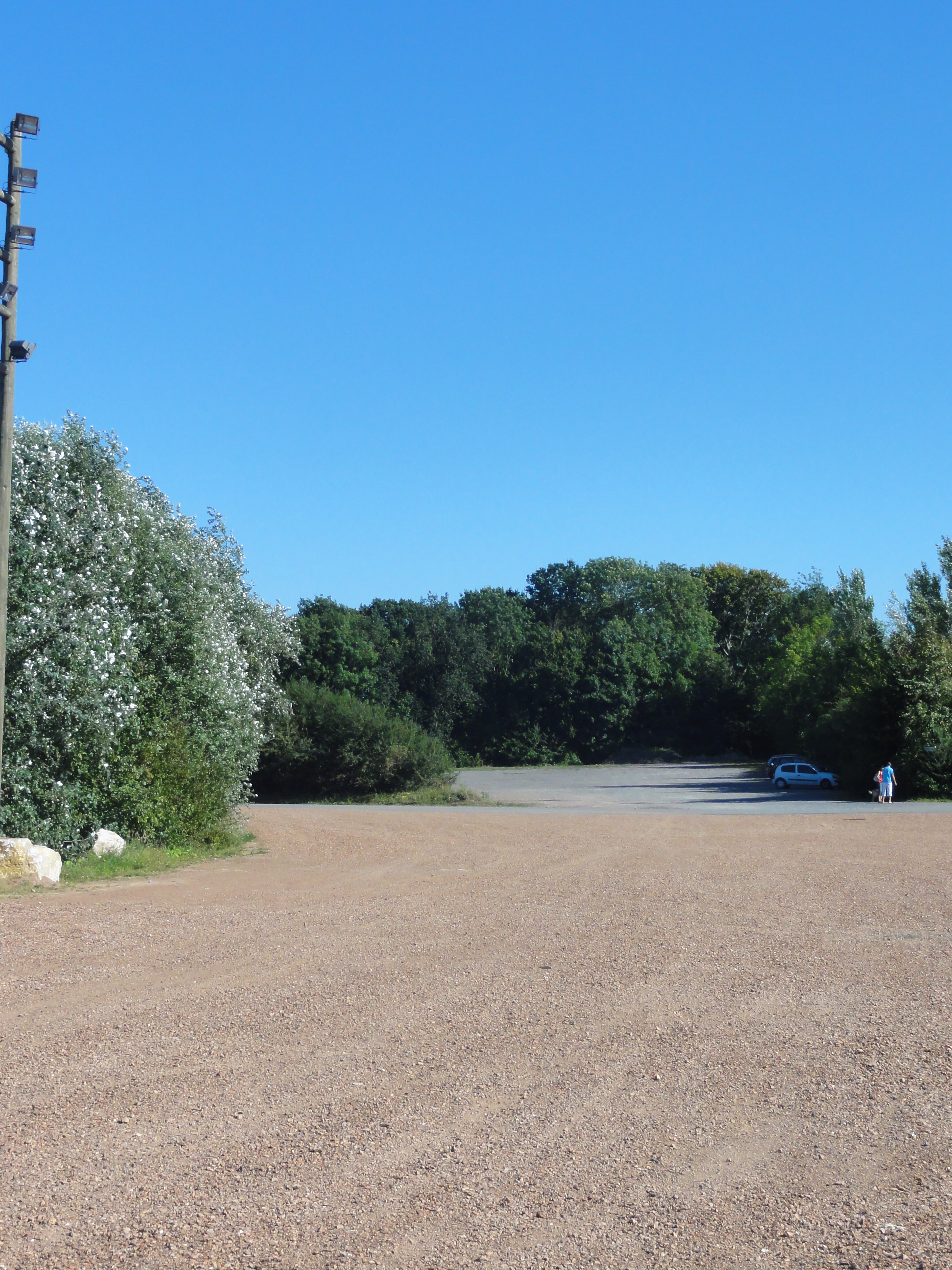
Le terril no 238.

50° 27′ 04″ N, 2° 35′ 49″ E
Le terril no 38B, disparu, situé à Barlin, était l'un des trois terrils de la fosse no 7 - 7 bis des mines de Nœux. Il a été intégralement exploité.

### Terrilno238, Cavalier Voie du 5 au 7
50° 26′ 53″ N, 2° 36′ 05″ E
Le terril no 238, situé à Barlin, est un terril cavalier permettant de relier les fosses nos 5 - 5 bis et 7 - 7 bis des mines de Nœux. Il est situé près des terrils nos 38, 38A et 38B.

## Les cités
De vastes cités ont été établies à proximité de la fosse no 7 - 7 bis. La cité pavillonnaire no 7 fait partie des 353 éléments répartis sur 109 sites qui ont été inscrits le 30 juin 2012 sur la liste patrimoine mondial de l'Unesco. Elle constitue une partie du site no 91.

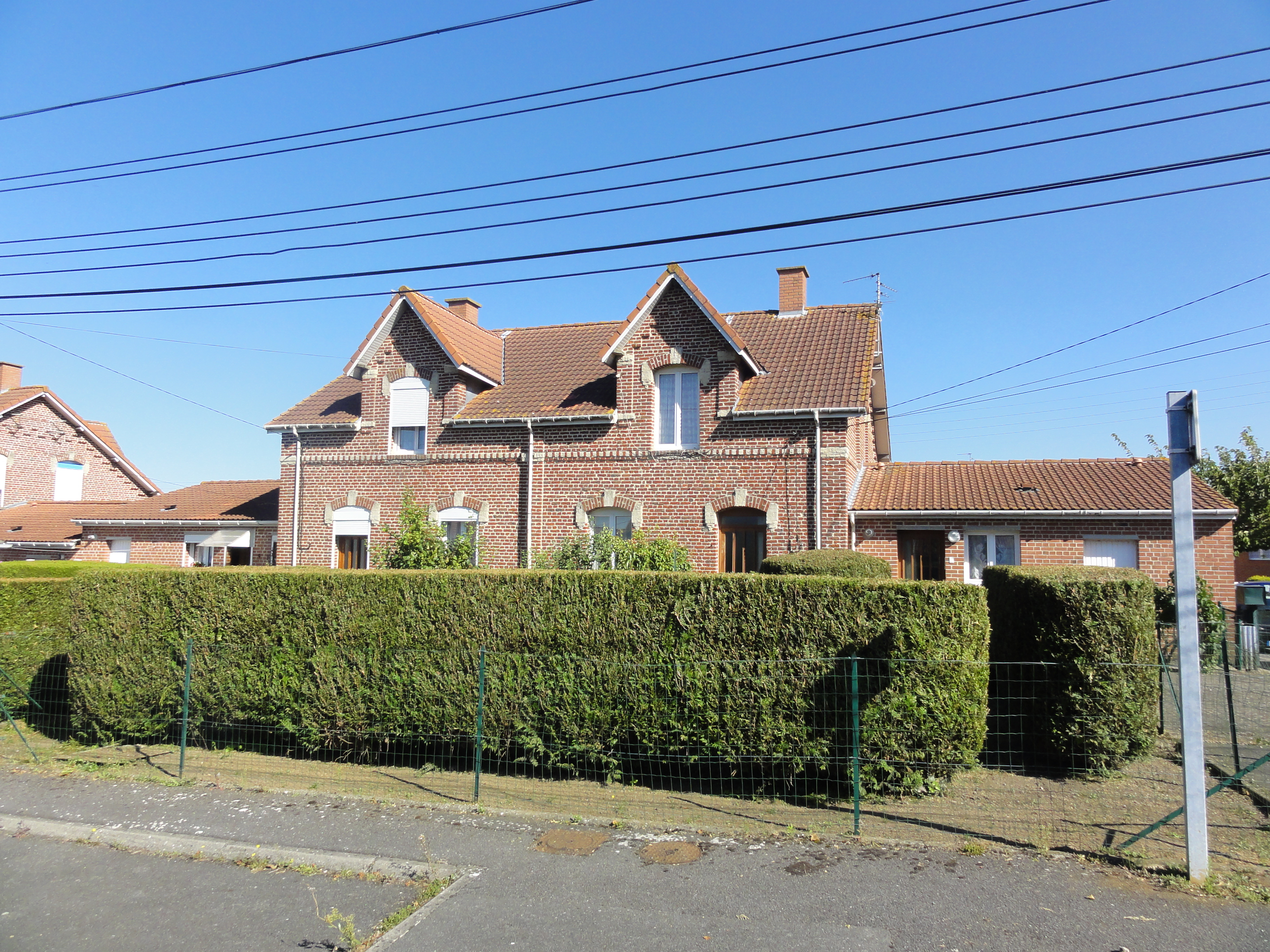
Des habitations groupées par deux.
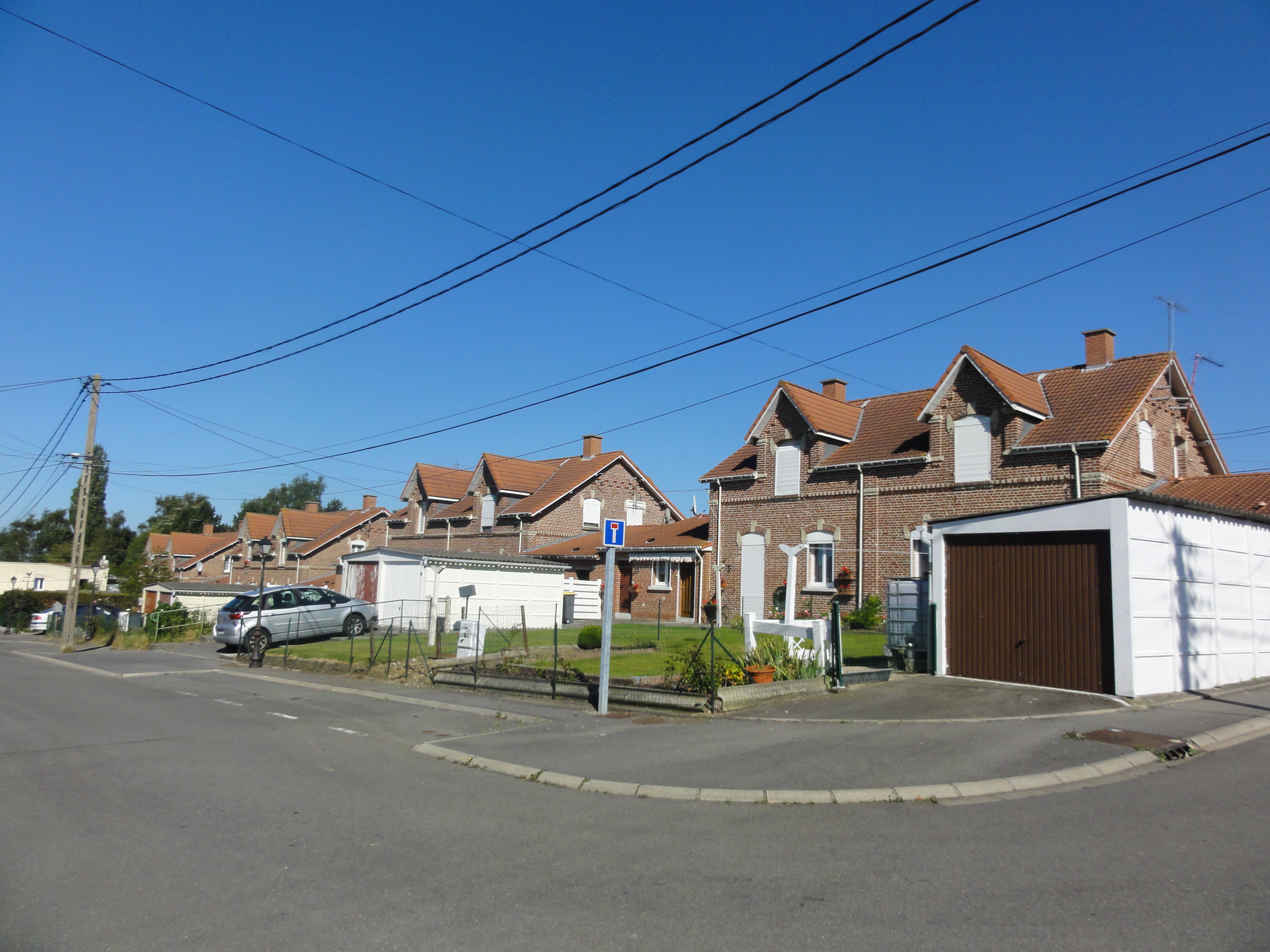
Des habitations groupées par deux.
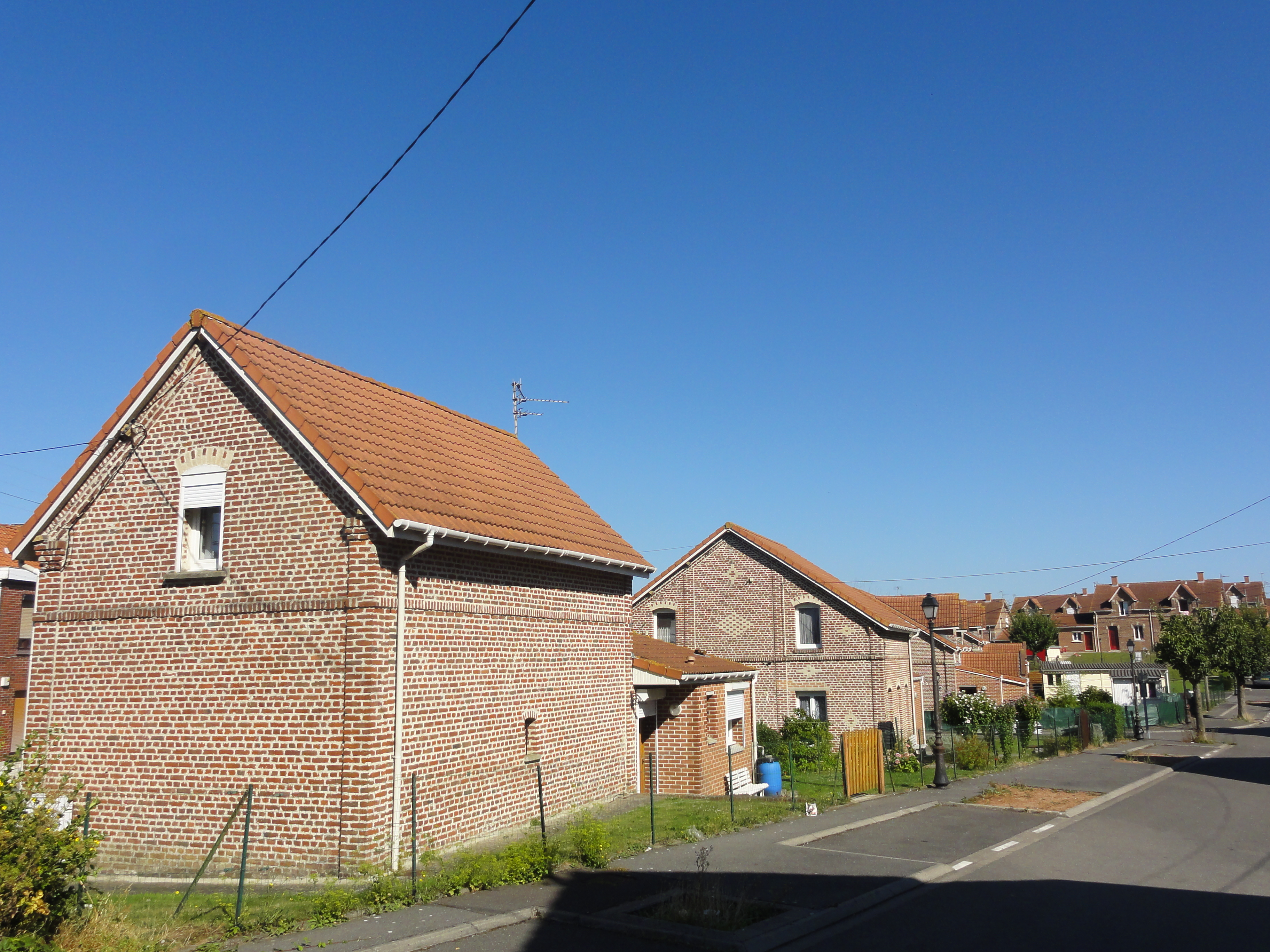
Une maison individuelle et des habitations groupées par deux.
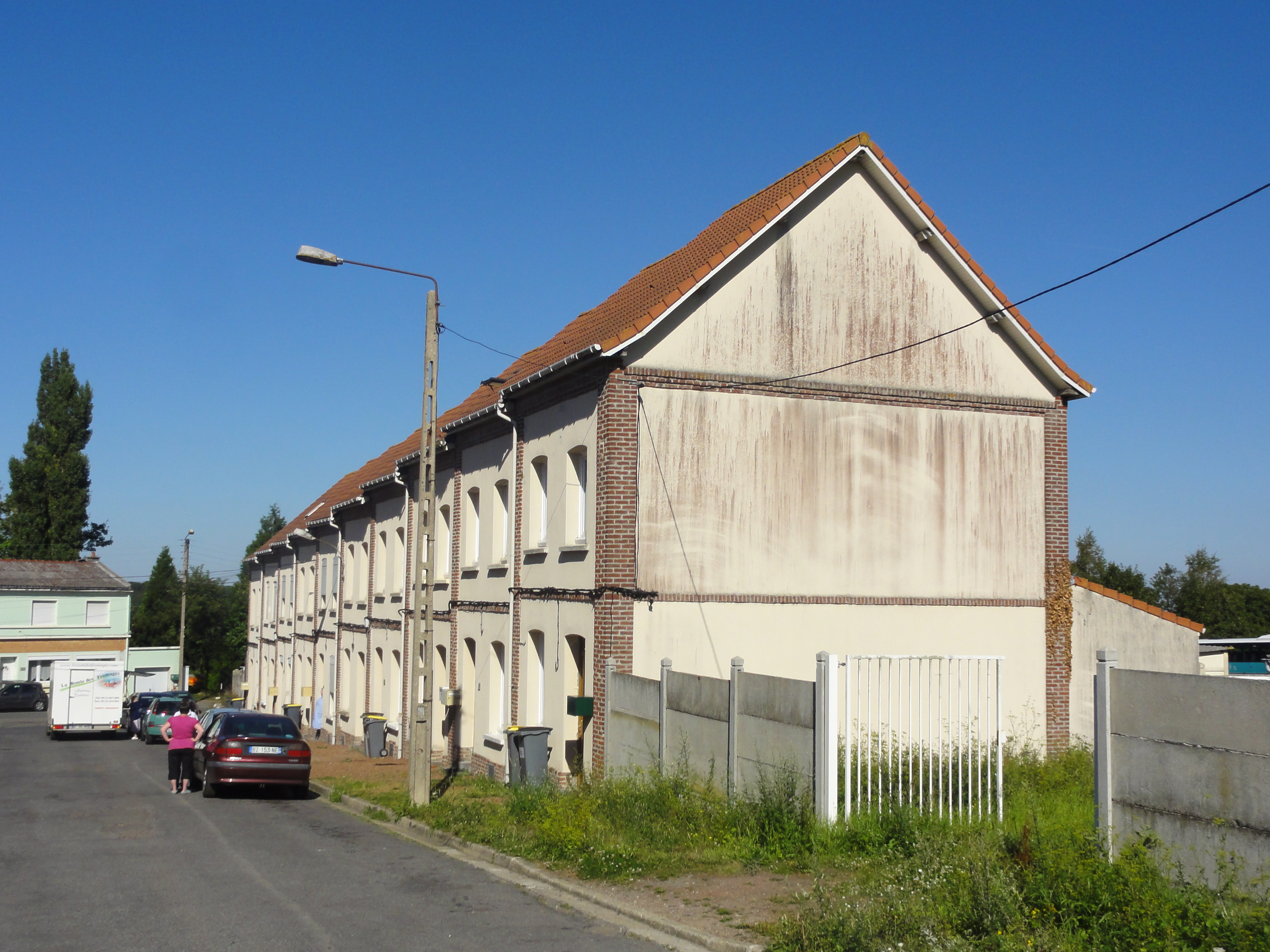
Un coron.
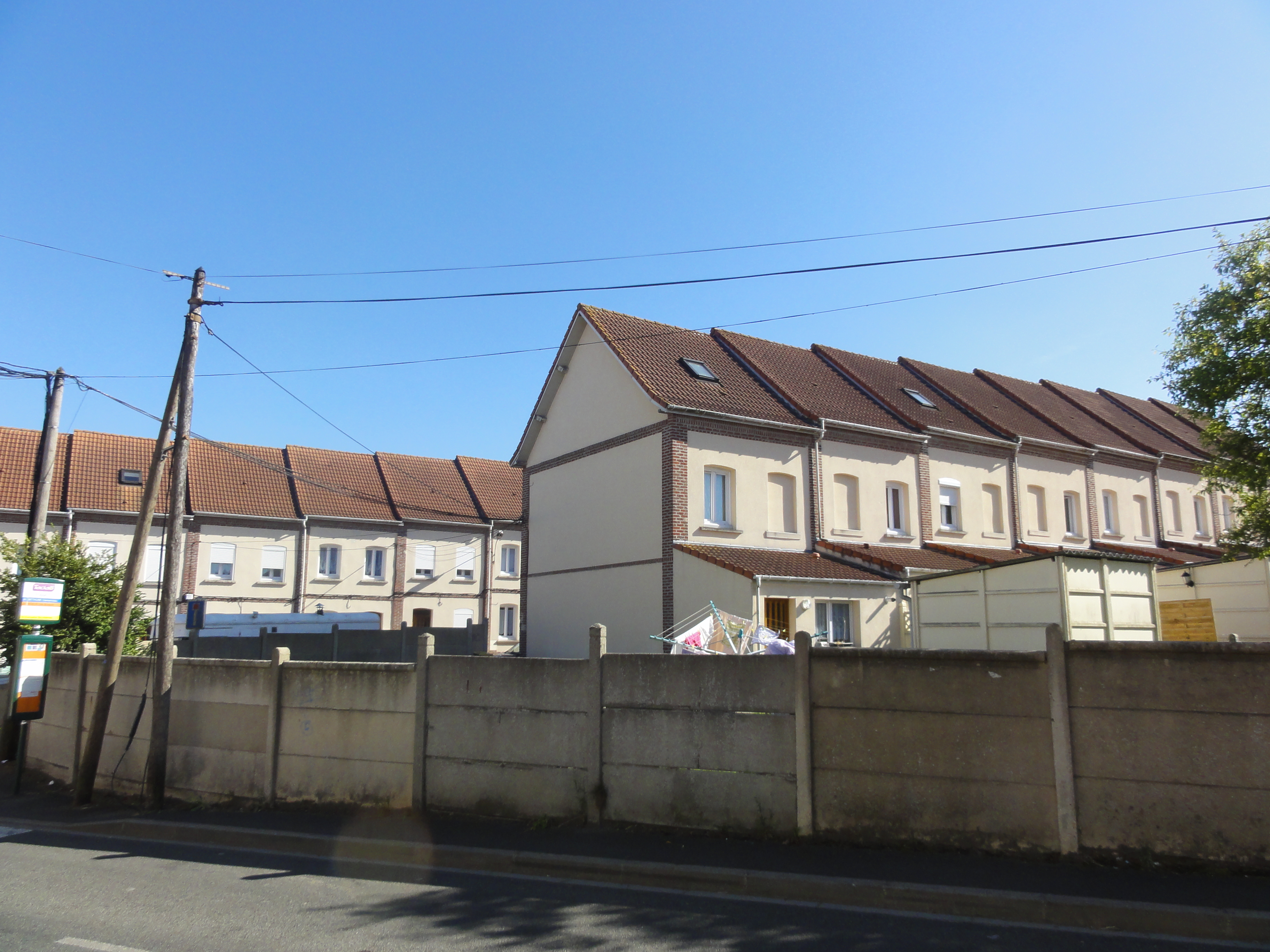
Les corons situés à l'entrée de la fosse.
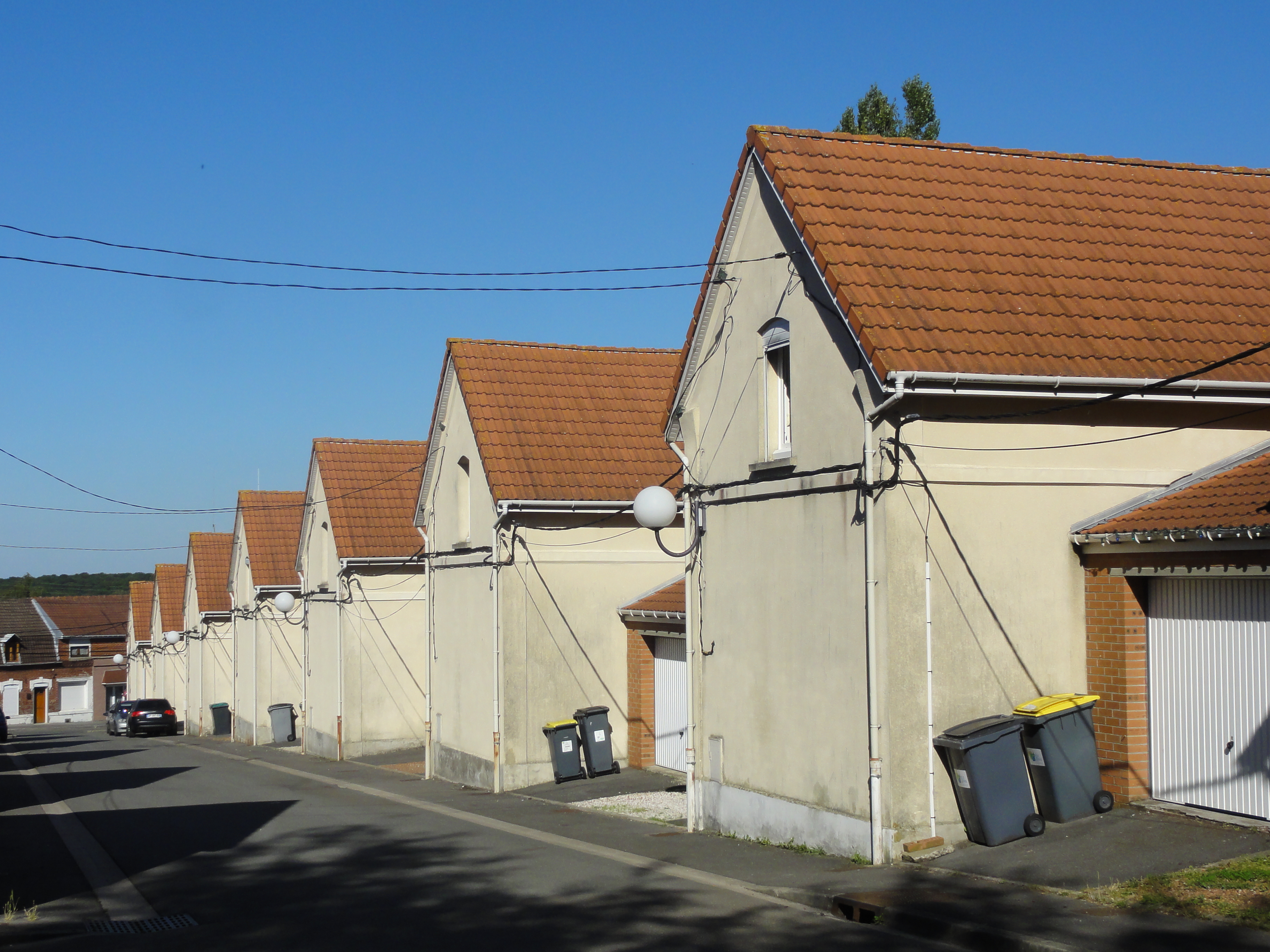
Un alignement d'habitations individuelles.

### Les écoles

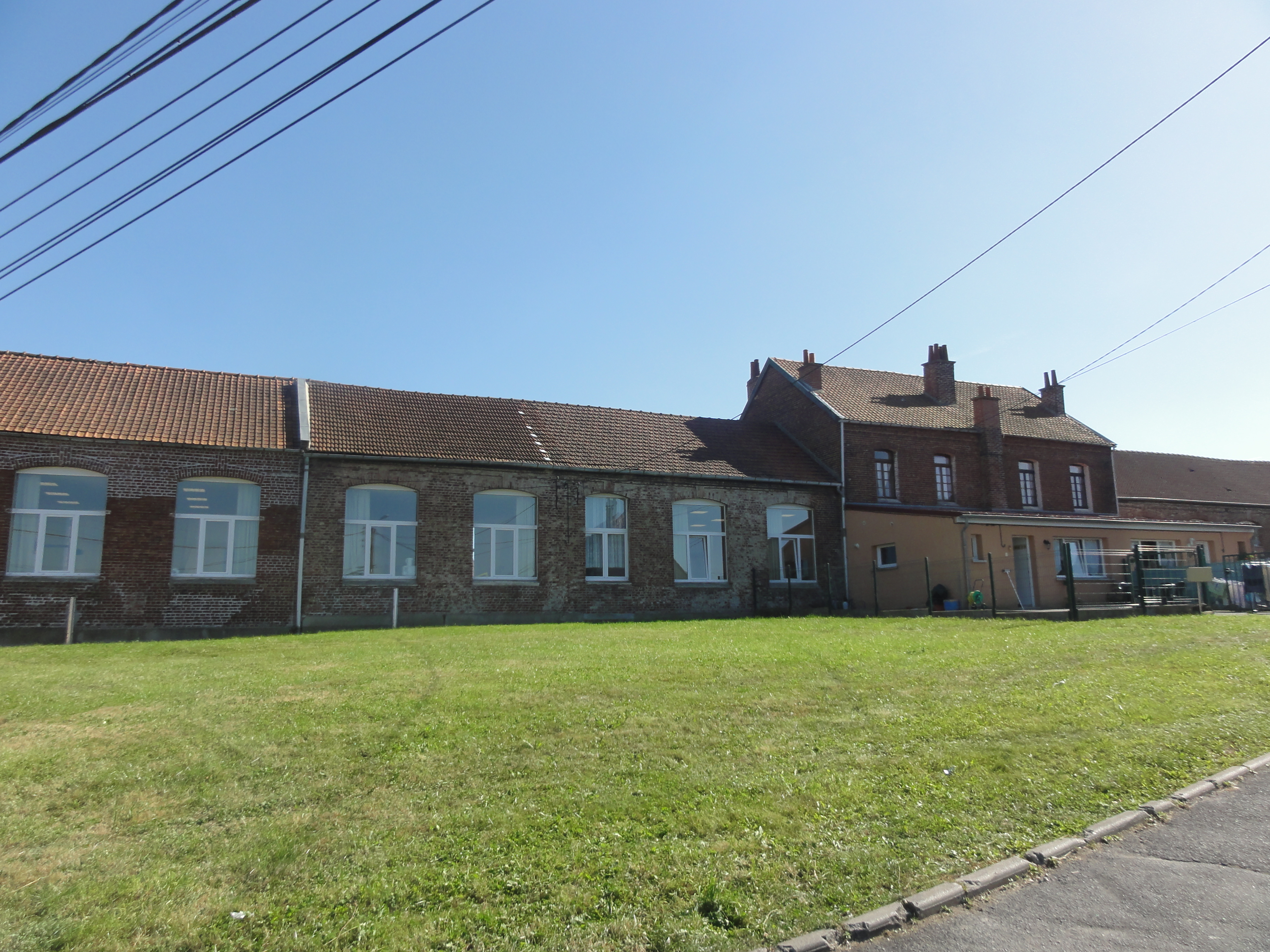
Les écoles.

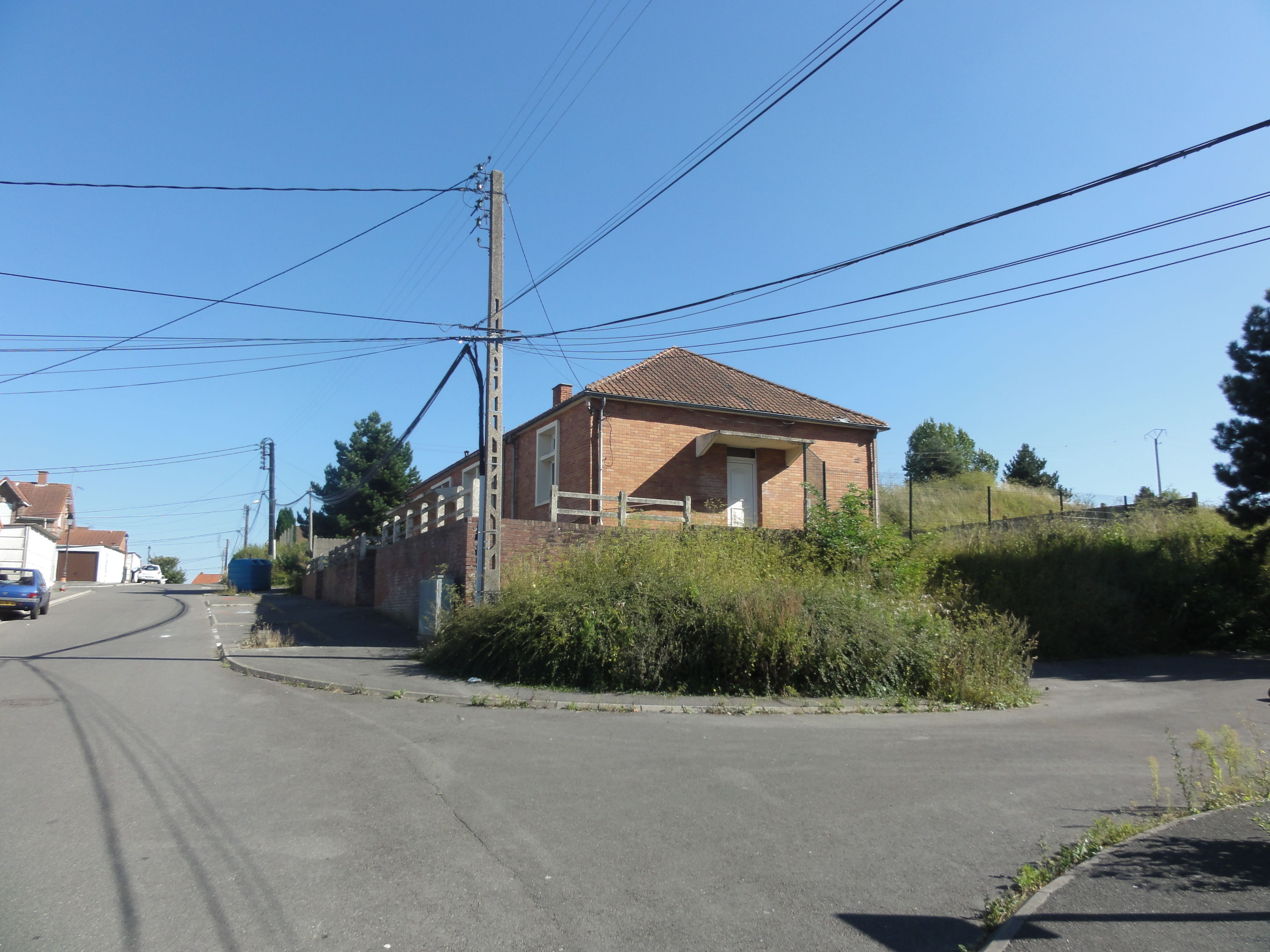
Le dispensaire.

50° 27′ 09″ N, 2° 36′ 04″ E
Des écoles ont été bâties pour les enfants des mineurs de la fosse no 7 - 7 bis.

### Le dispensaire de la Société de Secours Minière
50° 27′ 11″ N, 2° 36′ 00″ E
La Société de Secours Minière a construit un dispensaire dans la cité Lyautey.